# Allactaga hotsoni
Allactaga hotsoni este o specie de rozătoare din familia Dipodidae. Este găsită în Afganistan, Iran și Pakistan.

## Taxonomie
Allactaga hotsoni a fost descrisă pentru prima oară în anul 1920 de zoologul britanic Oldfield Thomas ca Allactaga hotsoni. Acesta a numit-o în onoarea naturalistului și ofițerului de aramtă John Ernest Buttery Hotson, care a colectat specimene de plante și mamifere în Baluchistan în perioada 1915-1920. De la el Oldfield Thomas a primit spre examinare mai multe mamifere mici; o altă specie de mamifere, Calomyscus hotsoni, a fost de asemenea numită după colectorul său.

## Răspândire și habitat
Allactaga hotsoni este găsită în Afganistan, Iran și Pakistan. S-a întâmplat ca în Afganistan și Pakistan să fi fost găsită la altitudini de între 200–1.500 de metri deasupra nivelului mării. Habitatul său include deșerturi, câmpii și zone de stepă montană cu vegetație rară.

## Ecologie
Allactaga hotsoni este o specie de rozătoare nocturne și solitare care sapă tuneluri lungi. Tunelurile sunt de trei tipuri; vizuini scurte și temporare cu câteva intrări, câteva tuneluri și o singură cameră de adăpost; vizuini de reproducere cu tuneluri mai numeroase și mai lungi, mai multe intrări și cu o cameră de adăpost situată la cel puțin ~30 de centimetri sub nivelul solului; vizuini de iarnă cu un singur tunel lung, în general orizontal, dar cu o singură cameră la adâncime mică, în care animalul hibernează. Această specie se hrănește cu semințe și cu plante de deșert precum Artemisia aucheri, Anabasis aphylla și Peganum harmala; stochează bucăți de tulpini și frunze în camere de depozitare din interiorul vizuinei. S-a descoperit că această specie este mai activă în timpul nopții când Luna nu strălucește și la începutul și la sfârșitul ciclului lunar. Aceasta este probabil o adaptare împotriva prădătorilor legată de mersul său biped și de vegetația sărăcăcioasă din zonele în care locuiește.

## Stare de conservare
Allactaga hotsoni are un areal larg și se presupune că are o populație mare, dar este rareori înregistrată. Nu se știe dacă populația sa este în creștere sau în scădere, dar este puțin probabil ca aceasta să scadă într-un ritm suficient de rapid pentru a justifica includerea speciei într-o categorie amenințată. Habitatul său cunoscut nu coincide cu terenuri potrivite pentru agricultură, iar Uniunea Internațională pentru Conservarea Naturii a clasificat-o ca fiind o specie neamenințată cu dispariția.